# Петрошани
Петрошани (рум. Petroşani) град је у Румунији. Он се налази у средишњем делу земље, у историјској покрајини Трансилванија. Петрошани је трећи по важности град округа Хунедоара.
Град Петрошани чини конурбацију са неколико мањих рударских градова: Лупени, Вулкан, Уричани, Петрила.
Петрошани је према последњем попису из 2002. године имао 45.018 становника.

## Географија
Град Петрошани налази се у крајње југозападном делу историјске покрајине Трансилваније, близу границе са Олтенијом. Петрошани се образовао као рударско средиште у југозападним Карпатима. Положај града је повољан, будући да је град положен на главном путу који спаја Трансилванију са Олтенијом.

## Историја
Петрошани је млад град, који се развио из невеликог сточарског села у првој половини 19. века, после открића великих рудних резерви. Нагли пораст становништва десио се у другој половини 20. века, у доба комунизма, чија је привреда била усмерена на развој тешке индустрије и рударства. Град је доживео и „популациони бум“, али је падом комунизма дошло до обрнутих процеса, замирања нерентабилне рударске привреде и опадања града у демографском смислу.

## Становништво
У односу на попис из 2002, број становника на попису из 2011. се смањио.
| 1966.  | 1977.  | 1992.  | 2002.  | 2011.  |
| ------ | ------ | ------ | ------ | ------ |
| 35.187 | 40.664 | 52.390 | 45.447 | 37.160 |

Матични Румуни чине већину градског становништва Петрошанија (око 90%), а од мањина присутни су Мађари (7%), Немци и Роми.

## Партнерски градови
- Варпалота